# The Tapes
The Tapes est un groupe néerlandais actif dans les années 1980 et 1981 auquel certains membres de Nits participèrent. Leur musique est un mélange entre les styles de Talking Heads à leurs débuts et de Nits.
Par la suite, certains membres des Tapes travaillèrent aussi sur des albums des Nits, comme dA dA dA, sorti en 1994.

## Discographie
- Party, 1980.
- On a clear day, 1981.